# People Are People
People Are People е албум на британската група Depeche Mode, събран от записи от албумите в периода 1982—1984 г., и пуснат на пазара в Северна Америка на 2 юли. Целта е да се утвърди успеха на песента „People Are People“, която трябвало да излезе през август 1984 г. в албума „Some Great Reward“. Албумът „People Are People“ съдържа 9 песни, 6 от които вече ги има в записите на „Depeche Mode“, а 3 песни са нови за американците (новата „People Are People“ и синглите „Get The Balance Right!“ и „Now, This Is Fun“).
Текстовете на песните са написани от Мартин Гор, освен „Work Hard“, написана от него и Алън Уайлдър. Мартин Гор е вокалиста в песента „Pipeline“.

## Списък на песните
1. People Are People – 3:45
2. Now, This Is Fun – 3:23
3. Love, in Itself – 4:21
4. Work Hard [single version] – 4:22
5. Told You So – 4:27
6. Get the Balance Right! – 3:13
7. Leave in Silence – 4:00
8. Pipeline – 6:10
9. Everything Counts – 7:20